# Bernardo Buontalenti

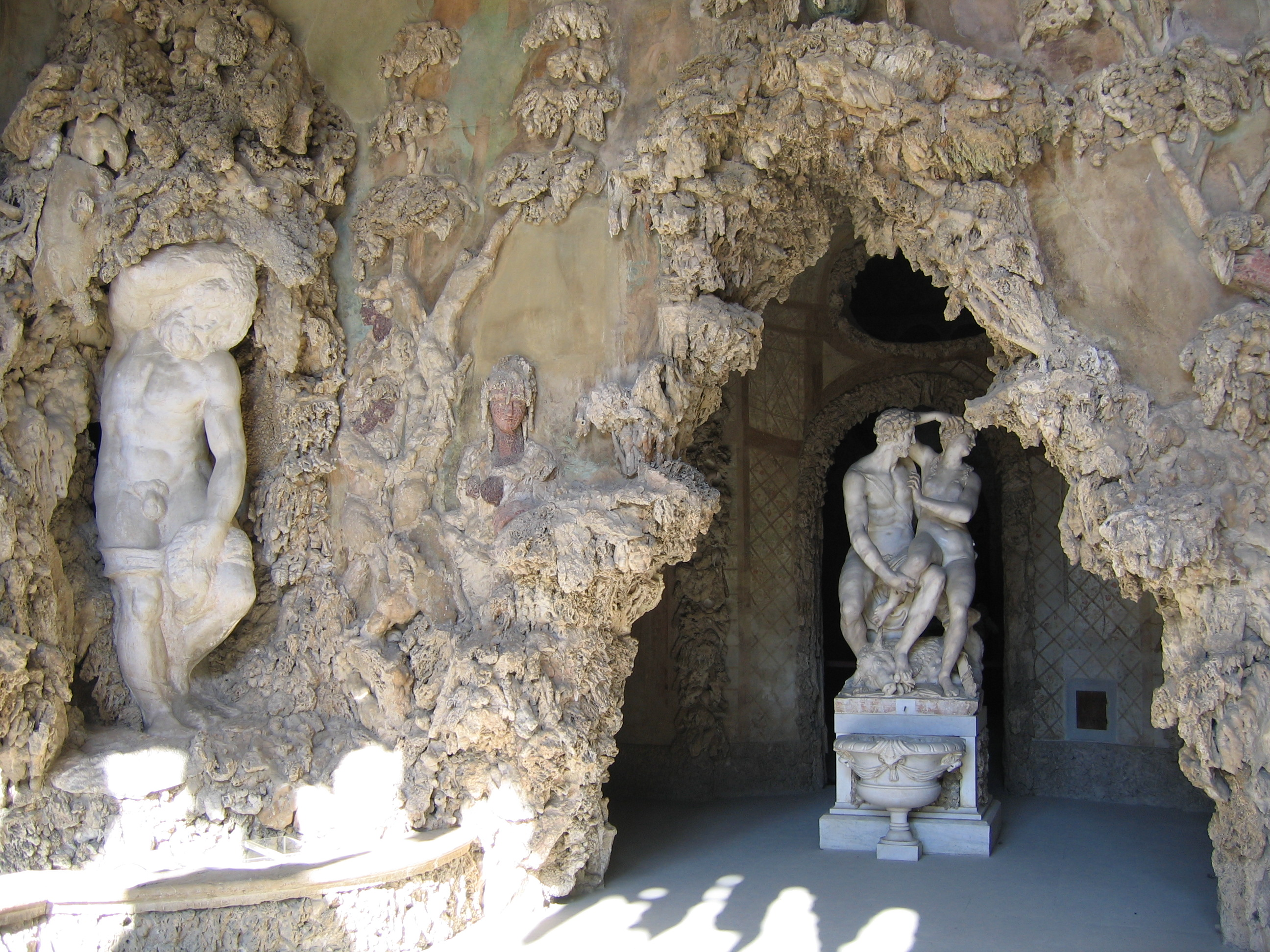
Das Innere der Grotte Buontalentis im Boboli-Garten in Florenz

Bernardo Buontalenti (Bernardodi Francesco di Leonardo) mit dem Beinamen delle Girandole (* 15. Dezember 1531 in Florenz; † 6. Juni 1608 ebenda) war ein italienischer Maler, Architekt, Bildhauer, Ingenieur und Theatermaschinist des 16. Jahrhunderts. Sein Werk ist dem Manierismus zuzuordnen. Er war überwiegend in Florenz und Umgebung tätig aber auch in Pisa, Siena und Livorno. Er wurde auch Bernardo Timante oder Rosselli da S. Giorgio genannt.

## Leben
Da Buontalenti 1547 bei einer Überschwemmung seine Familie verloren hatte, nahm sich Herzog Cosimo I. de’ Medici seiner an, ließ das anscheinend sehr begabte Kind sorgfältig erziehen und in Malerei, Bildhauerei und Architektur ausbilden. Zeit seines Lebens erhielt Buontalenti einen Großteil seiner Aufträge von Angehörigen der Medici, insbesondere von Cosimos Sohn, Großherzog Francesco de’ Medici, der ihn unter seinen besonderen Schutz nahm. Buontalentis Lehrer waren Francesco Salviati, Agnolo Bronzino, Giorgio Vasari und Giulio Clovio. Im Jahr 1556 arbeitete er als Kriegsingenieur für den Herzog Alba in Mittelitalien. 1563 begleitete er den zehn Jahre jüngeren Francesco auf einer Reise nach Spanien. Zurück in Florenz, erbaute er einige Jahre später für Francesco die Villa Pratolino (1569–1581) und erneuerte das Casino di San Marco (1570–1574), ein repräsentatives Wohnhaus der Medici in Florenz. Er wirkte bei der Vollendung der Uffizien mit,  auf ihn gehen der große Korridor, der die Galerie mit dem Palazzo Pitti verbindet, und die originelle Porta delle Suppliche zurück. Auch am Bau der Grotte des Boboli-Gartens war er beteiligt. Weitere bedeutende Werke von ihm sind der später so genannte Palazzo Nonfinito (1592), die Villa di Artimino (1596), die Fassade von Santa Trinità zu Florenz (typisch für den Florentiner Spätmanierismus) und der Palazzo Reale in Siena (1590–1594). Buontalenti betätigte sich auch als Ingenieur und legte die Befestigungsanlagen des Belvedere zu Florenz und der Städte Portoferraio, Grosseto, Pistoia, Prato und Neapel an. Für Livorno entwarf er im Auftrag Francescos nicht nur die Bastionen, sondern auch die Stadterweiterung. Er brachte seinen Erfindergeist zur Ausgestaltung von Festlichkeiten ein, insbesondere entwarf er Theatervorstellungen und Bühnenbilder und die pompösen Fest-Umzüge des Hofs. Daneben befasste er sich mit Miniaturmalerei, Goldschmiedekunst, Porzellanherstellung und Entwürfen für Möbel. Ihm wird die Erfindung des Speiseeis zugeschrieben, das im Jahr 1600 während der Hochzeit von Maria de’ Medici mit dem französischen König Heinrich IV. zum ersten Mal serviert worden sei. Nach Vasaris Tod im Jahr 1574 wurde Buontalenti Hofarchitekt der Medici, zuständig für alle architektonischen Unternehmungen des jeweiligen Großherzogs.
In seinem Haus in Florenz, in der Via Maggio Nr. 83, betrieb er eine öffentliche Schule für Architekten, Ingenieure und Maler, in der die Bau- und Bildhauerkunst, die Malerei, Perspektive, Mechanik und der Festungsbau gelehrt wurde. An dieser wurde auch sein Enkel Gherardo Silvani ausgebildet. Einer seiner bedeutendsten Schüler war Giulio Parigi.
Sein Sohn Francesco Buontalenti (4. Juli 1558–28. August 1591) wurde ebenfalls Architekt und Techniker.
Buontalentis Architekturstil, obwohl dem späten Manierismus zugeordnet, orientiert sich an dem Michelangelo Buonarottis und ist geprägt von nüchterner Klarheit und einer feinen Eleganz.